# أسرار وأزهار
أسرار وأزهار ((بالإسبانية: La Casa de las Flores) بيت الزهور) هو مسلسل درامي-كوميدي مكسيكي من صناعة مانولو كارو. يصور المسلسل حياة عائلة مكسيكية ثرية تملك متجرًا لبيع الزهور متخم بالمشاكل يدعى «لا كازا دي لا فلوريس». المسلسل من تأليف وإخراج صانعه، وببطولة كل من فيرونيكا كاسترو، وسيسيليا سواريز، وايسلين ديربيز، داريو يزبك برنال، وأرتورو ريوس، باكو ليون، بالإضافة إلى خوان بابلو مدينا.
صدر الموسم الأول للمسلسل في 10 أغسطس 2018 بـ13 حلقة. وفي أكتوبر من ذات العام، أعلن عن إضافة موسمين إضافيين للمسلسل؛ إلا فيرونيكا كاسترو كانت قد غادرت طاقم العمل قبل تجديد المسلسل، ولم تظهر في الموسم الثاني. عرض الموسم الثاني من المسلسل للمرة الأولى في 18 أكتوبر 2019، فيما سيعرض الموسم الثالث سنة 2020. وفي نوفمبر 2019 عرضت نتفلكس حلقة خاصة على هيئة فِلم قصير باسم «أسرار وأزهار: الجنازة». بينما تم تصوير الموسم الأول من المسلسل حصرًا في المكسيك، فإن بعض المشاهد في الموسم الثاني قد صورت في مدريد، إسبانيا؛ كما صورت بعض مشاهد حلقة الجنازة الخاصة في الحدود بين تكساس والمكسيك.
يحتوي المسلسل على شخصيات رئيسية عدة من مجتمع الميم، وحلقات تثير قضايا رهاب المثلية، والتحول الجنسي. في ما يبدو هجاءً للأعمال التلفزيونية من تصنيف التيلينوفيلا التي تظل ملئية بالقيم النمطيّة اتجاه العرق، والجنس، والطبقية في المكسيك. وقد وصف البعض العمل على أنه ينشئ تصنيفًا جديدًا من أنواع الدراما سُميّ بـ«تيلينوفيلا الألفية».

## روابط خارجية
- أسرار وأزهار على موقع IMDb (الإنجليزية)
- أسرار وأزهار على موقع نتفليكس (الإنجليزية)
- أسرار وأزهار على موقع فيلمافينيتي (الإسبانية)
- أسرار وأزهار على موقع كينوبويسك (الروسية)
- أسرار وأزهار على موقع ألو سيني (الفرنسية)
- أسرار وأزهار على موقع قاعدة بيانات الفيلم (الإنجليزية)